# (36451) 2000 QQ4
2000 QQ4 (asteroide 36451) é um asteroide da cintura principal. Possui uma excentricidade de 0.17763330 e uma inclinação de 5.99900º.
Este asteroide foi descoberto no dia 24 de agosto de 2000 por LINEAR em Socorro.